# D506 (Rhône)
De D306 is een departementale weg in het Franse departement Rhône. De weg loopt van Lyon naar Bron. Vanaf Bron loopt de weg als D306 verder naar Chambéry en Turijn.

## Geschiedenis
Oorspronkelijk was de D506 onderdeel van de N6. In 2006 werd de weg overgedragen aan het departement Rhône, omdat de weg geen belang meer had voor het doorgaande verkeer vanwege de parallelle autosnelweg en A43. De weg is toen omgenummerd tot D506.